# 米勒鎮區 (愛荷華州伍德伯里縣)
米勒鎮區（英語：Miller Township）是位於美國愛荷華州伍德伯里縣的一個行政鎮區。

## 地方資料
根據2010年美國人口普查的數據，米勒鎮區的面積為92.45平方千米，當中陸地面積為92.25平方千米，而水域面積為0.20平方千米。當地共有人口251人，而人口密度為每平方千米2.71人。